# Bloodborne
Bloodborne ist ein vom japanischen Entwicklerstudio From Software exklusiv für die PlayStation 4 entwickeltes Action-Rollenspiel. Es wurde im März 2015 von Sony Computer Entertainment veröffentlicht und gilt als geistiger Nachfolger der Spiele Demon’s Souls, Dark Souls und Dark Souls 2.

## Handlung
Der Schauplatz des Spiels ist die mystische Stadt Yharnam, in der sich ein mächtiges Allheilmittel befinden soll. Der Spieler übernimmt die Rolle eines kranken Pilgers, der sich aufgemacht hat, um eine Heilung für sein Leiden zu finden. Der Spieler wird in eine Traumwelt, Traum des Jägers, entführt. Aus dieser Traumwelt heraus erkundet der Spieler als Bestienjäger die Stadt mit dem losen Ziel, fahles Blut zu jagen. In Yharnam wird er durch eine Infusion mit altem Blut geheilt, das jedoch die vom Bestien-Fluch Befallenen anlockt, da dieses sie von dem Fluch heilen kann. Der Fluch kam durch die heilende Kirche zustande, die durch das alte Blut die Menschheit auf eine neue Entwicklungsstufe bringen wollte, aber eben dieses befleckte Blut hat sich wie eine Epidemie in Yharnam ausgebreitet und die Bevölkerung größtenteils in aggressive Bestien verwandelt, die in der ewig währenden Nacht nach einer Heilung suchen.
Visuell erinnert die fiktive Stadt Yharnam durch ihre düstere Atmosphäre mit gotisch anmutenden Bauwerken und den Schilderungen an die transsilvanische Heimat der Romanfigur Dracula.
Handlung und Hintergrundgeschichte von Yharnam (die nur kryptisch durch Notizen, Tagebucheinträge oder Item-Beschreibungen preisgegeben wird) sind sehr stark von den Werken von H. P. Lovecraft inspiriert.
Der Spieler findet heraus, dass das zur Wunderheilung verwendete alte Blut auf die Großartigen zurückzuführen ist – omnipräsente, außerweltliche Wesen, die aus Traumwelten heraus agieren. Die Gründer von Yharnam versuchten durch dieses Wissen und das alte Blut die Menschheit auf die nächste Stufe der Evolution zu heben.
Nachdem der Spieler in einer von Menschen erschaffenen Albtraumwelt einen der Großartigen getötet hat, kann er die Geschichte von Bloodborne durch drei verschiedene Enden abschließen. Im Traum des Jägers trifft man anfangs auf den ersten Jäger Gehrman, der einem im Laufe des Spiels als Mentor dient. Dieser bietet dem Spieler nun an, ihn aus seinem „Traum“ zu wecken. Gehrman erlöst den Spieler, wodurch dieser aus dem Traum des Jägers befreit in Yharnam aufwacht, während die Sonne am Horizont der Stadt aufgeht – die lange Nacht und die Jagd enden.
Weigert man sich geweckt zu werden, kommt es zum Kampf gegen Gehrman. Nach dem Sieg erscheint die Mondpräsenz (einer der Großartigen) und zwingt den Spieler Gehrmans Platz einzunehmen – die lange Nacht und somit die Jagd werden fortgeführt.
Ein drittes Ende kann erreicht werden, wenn man zuvor drei von vier in Yharnam versteckte Ein Drittel einer Nabelschnur konsumiert hat. Nun kann man dem Willen der Mondpräsenz widerstehen und wird im Falle eines Sieges als ein Großartiger neugeboren. Ob die lange Nacht und somit die Jagd mit dem versteckten Ende überwunden wurde und damit endgültig ein Ende gefunden hat, bleibt jedoch offen.

## Spielprinzip
Bloodborne enthält Rollenspielelemente, die den vom selben Entwickler stammenden Spielen Demon’s Souls und Dark Souls ähneln. Zu Beginn erstellt der Spieler aus unterschiedlichen visuellen Modellen einen individuell gestalteten Helden, vergibt einen Namen und kann Grundwerte wie Stärke, Ausdauer etc. festlegen. Das Kampfsystem stattet den Spieler mit einer Vielzahl an Waffen, darunter auch Schusswaffen (im Gegensatz zu den Souls-Spielen, bei denen nur Bögen oder Armbrüste vorhanden sind), aus. Zusätzlich verfügen die Nahkampfwaffen über zwei unterschiedlich nutzbare Versionen. So kann das zu Beginn erhaltene Beil als Schlagwaffe gegen nahe Feinde genutzt werden. Mit einem Tastendruck wird der Stiel verlängert und es sind nun Angriffe gegen weiter entfernte Ziele oder Gegnergruppen möglich. Die Entwicklung des eigenen Spielcharakters erfolgt, angelehnt an die Titel der Demon’s- und Dark-Souls-Serie, durch die durch das Bekämpfen von Gegnern gewonnenen Blutechos, der universellen Währung im Spiel. Diese können zur Verbesserung der Charakterattribute oder Waffen eingesetzt werden; ferner können hiermit Gegenstände, wie etwa Lebensenergie, Munition oder neue Waffen erworben werden. Dies erfolgt in einem geschützten Areal („Traum des Jägers“), von dem aus die bisher bereisten Areale des Spiels betreten, Waffen sowie der Spielcharakter verbessert und Gegenstände erworben sowie verkauft werden können.
Die Kämpfe selbst gestalten sich offensiv und verlangen eine genaue Abwägung, wann der Spieler zum Hieb ansetzen soll oder mittels einer Vorwärtsrolle oder eines Seitenschritts lieber ausweicht.
Eine wesentliche Neuerung im Vergleich zu den Vorgängertiteln des Entwicklers stellt die Rückgewinnungsmechanik („Rally“) dar. Nach erlittenem Schäden hat der Spieler ein kurzes Zeitfenster, in dem er durch einen Gegenangriff das verlorene Leben zurückgewinnen kann. Dies stellt, neben der Abwesenheit von Schilden oder verbesserbaren Rüstungen, einen Anreiz für eine weitaus aggressivere Spielweise als etwa in den Dark- und Demons-Souls-Titeln dar. Zusätzlich besteht die Möglichkeit in einem Online-Mehrspieler-Modus kooperativ mit anderen Spielern agieren zu können, oder aber diese zu duellieren.

## Entwicklung
In mehreren Interviews erklärt Hidetaka Miyazaki von From Software, dass sich Sony Computer Entertainment bereits im Jahre 2012 an ihn gewandt hatte und über ein PlayStation-4-exklusives Spiel Gespräche führen wollte. Die Möglichkeit, die leistungsfähige Hardware der Spielkonsole nutzen zu können, führte dazu, dass Bloodborne parallel zur Entwicklung des Spiels Dark Souls 2 entstand.
Trotz der Vergleichbarkeit des Genres und den ersten optischen Eindrücken handelt es sich nicht um eine offizielle Fortsetzung der Dark-Souls-Reihe, sondern um eine von der Spielmechanik der Vorgänger inspirierte Weiterentwicklung. Auch wurde mit der Entwicklung von Bloodborne intern ein anderes Team beauftragt. Allerdings trüge das Spiel „die DNA dieser Spiele“ in sich.

## Rezeption
Das Spiel erhielt nach dem Erscheinen international durchschnittlich sehr hohe Wertungen (Metacritic: 92 von 100). PC Games gab an, dass Bloodborne nicht perfekt aber sehr stimmig sei. Gelobt wurden Kampfsystem und Leveldesign, kritisiert lange Ladezeiten und kleinere Grafikfehler. Diese Kritikpunkte konnte auch 4Players bestätigen. Die schöne Kulisse und die Bossgegner entschädigen dies aber.

„Abenteuer wie Bloodborne sind der Grund dafür, dass ich Videospiele liebe. Dieses Erlebnis von Spannung, Mysterium & Co gibt mir kein Buch, kein Film - und auch kein anderes Spiel. Hier erlebe ich nicht sechs oder acht Stunden die typische Triple-A-Einbahnstraße, sondern ein anspruchsvolles Abenteuer über dreißig bis vierzig Stunden. Jeder, der Demon’s Souls und Dark Souls genossen hat, wird auf seine Kosten kommen.“

Der Rezensent der deutschsprachige Eurogamer-Seite nannte Bloodborne sogar das beste Spiel überhaupt.

„Es ist eine ganz eigene Klasse von Spiel, in der Annäherung nur bis auf Armlänge, und diese Distanz zu überbrücken, das raubt Wochen, wenn man erst mal drin steckt. Auf dem Grundstein von Dark Souls lässt From Software eine aggressivere, schnellere Bestie toben, die genauso andeutend erzählt und zurückhaltend die Spielerführung übernimmt, statt mit Tagebuch, Karte und Zwischensequenz das Feuer zu eröffnen. Inmitten von Krankheit, Vollmond und gezottelten Monstern wahrt sich Bloodborne diesen letzten Funken Mysterium, der anderen Spielen fehlt. Es nimmt uns mit auf den Grund dessen, was Gaming ausmachen kann, immer tiefer, immer weiter, in eines der schon jetzt besten Abenteuer dieser jungen Generation.“

Das Konsolenmagazin GamePro spricht von einem sehr guten Souls-Nachfolger in frischem Setting.

„Für einen Spieletester ist Bloodborne der Endgegner unter den Spielen. Man hat viel zu wenig Zeit und muss all sein Können aufbringen, um ohne Hilfestellung durch die Hölle namens Yharnam zu kommen. Aber vielleicht war es deshalb auch so eine intensive Erfahrung. Ich habe mich gefühlt wie der Pionier, der als Erster mit Fackel in der Hand die düsteren Gassen durchstreift und dem Geheimnis hinter dem viktorianischen Städtchen auf die Schliche kommt.“